# Segunda misión militar francesa en Japón

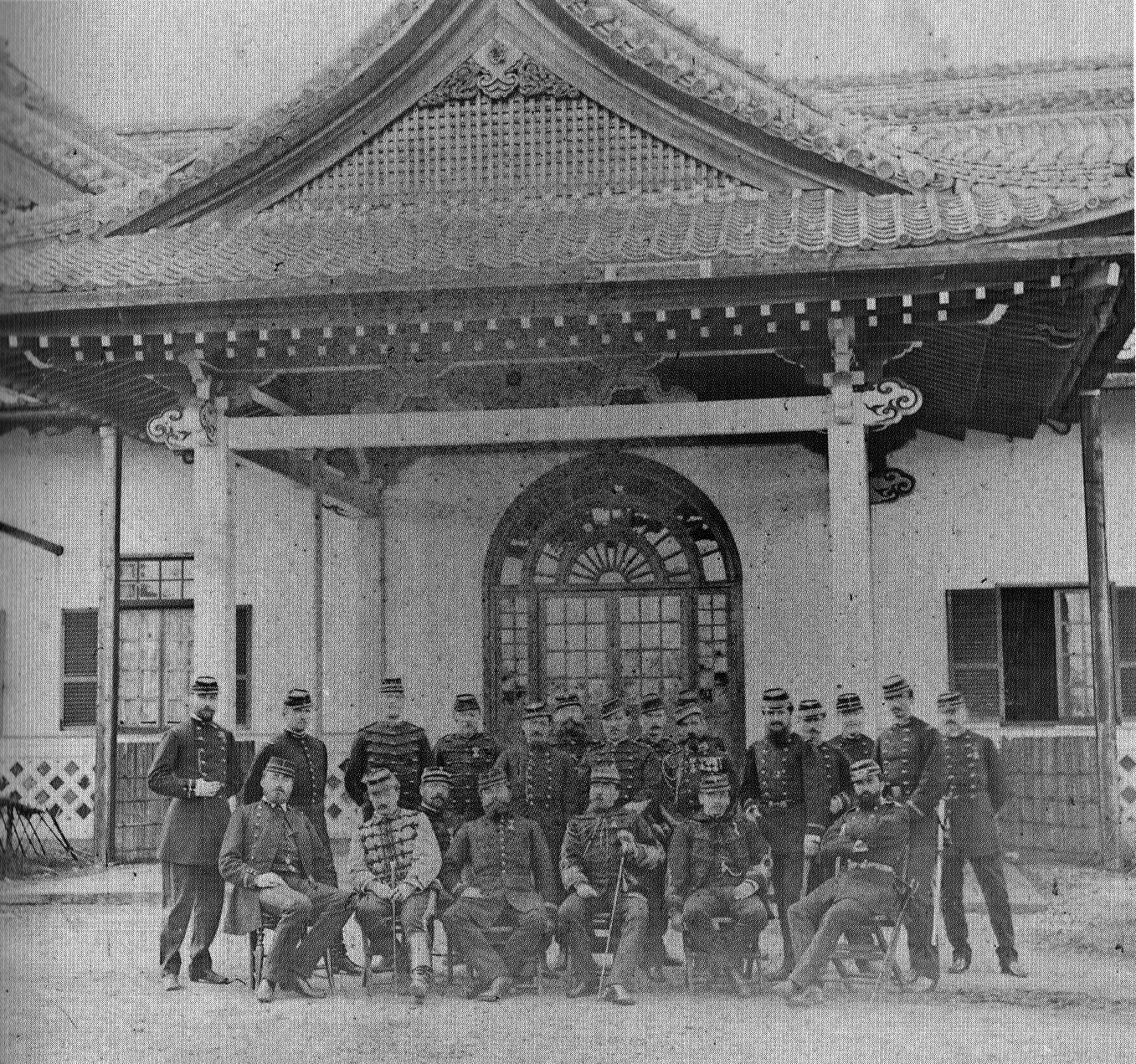
La segunda misión militar francesa en Japón (1872-1880).

La Segunda Misión Militar Francesa en Japón de 1872 a 1880, fue una misión de Francia para asesorar en el ámbito militar a Japón. Siguió a la primera misión militar francesa en Japón (1867-1868), que terminó con la Guerra Boshin y el establecimiento del imperio del emperador Meiji.

## Antecedentes
La formación de una segunda misión militar en Japón fue más bien una sorpresa, ya que en la primera misión militar francesa se aliaron con el Shogun Tokugawa Yoshinobu contra el gobierno del emperador Meiji durante la guerra Boshin. Por otra parte, Francia había perdido parte de su prestigio militar, debido a su derrota en la guerra franco-prusiana.
Sin embargo, Francia aún conservaba algo de atractivo para Japón. Esta opinión fue expresada por el ministro de Relaciones Exteriores japonés Iwakura Tomomi durante su visita a Francia en 1873 durante la misión Iwakura:

El Ministro de Relaciones Exteriores de Mikado [Iwakura] le dijo a nuestro representante después de nuestro combate mortal contra Alemania: «Conocemos los males que la guerra ha infligido a Francia, pero eso no ha cambiado en nada en nuestra opinión sobre los méritos del ejército francés, que mostró tanto coraje contra tropas numéricamente superiores».
Revue des Deux Mondes (Mars - Avril 1873). «Le Japon depuis l’Abolition du Taïcounat»

## La misión

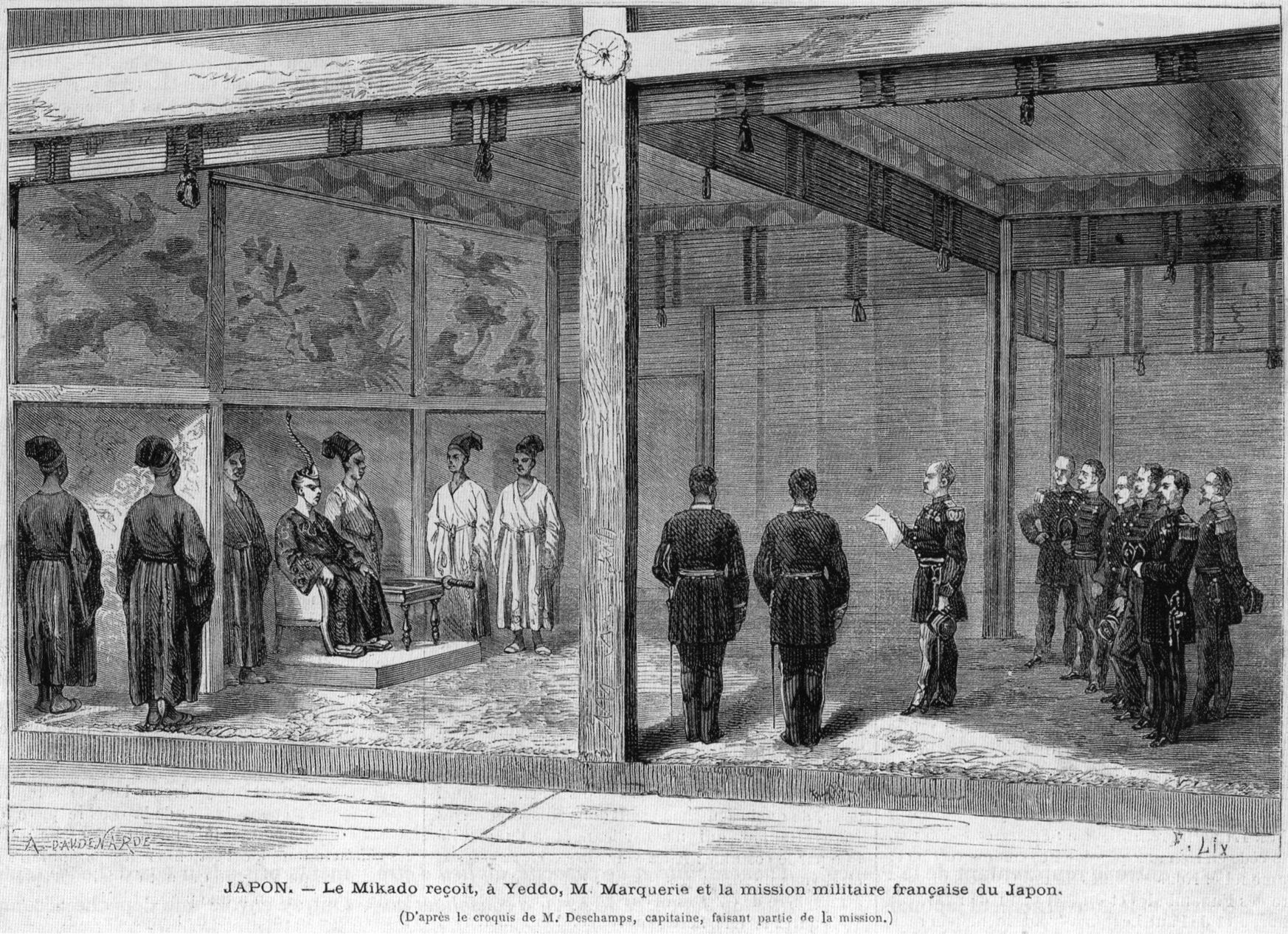
Recibimiento por el Emperador Meiji de la segunda misión militar francesa en Japón, 1872.

La misión llegó a Japón en mayo de 1872, encabezada por el teniente coronel Charles Antoine Marquerie (1824-1894). Más tarde fue sustituido por el coronel Charles Claude Munier.
La misión estuvo compuesta por nueve oficiales, catorce suboficiales, un jefe de música (Gustave Désiré Dragón), un veterinario, y dos artesanos. Un miembro famoso de la misión fue Louis Kreitmann (1851-1914), ingeniero y capitán del ejército («Capitaine du Génie»). Louis Kreitmann sería más tarde director de la prestigiosa École Polytechnique. Kreitmann tomó cerca de 500 fotografías, que ahora se encuentran en el Institut des Hautes Études Japonaises (Colegio de Francia), París.
Los miembros de la misión fueron contratados por tres años, con salarios mensuales de 150-400 yenes (para hacer una comparación, en aquel momento el sueldo del primer ministro japonés, era de 500 yenes, y un maestro de escuela recién graduado recibía 5 yenes mensuales).

## Actividades
El objetivo de la misión era ayudar a reorganizar el Ejército Imperial Japonés, y establecer el primer proyecto de ley, promulgado en enero de 1873. La ley estableció el servicio militar para todos los hombres, por una duración de tres años, con un período adicional de cuatro años en la reserva.
La misión francesa fue especialmente activa en la Escuela Militar de Ueno para suboficiales. Entre 1872 a 1880 se establecieron varias escuelas y establecimientos militares bajo la dirección de la misión, incluyendo:

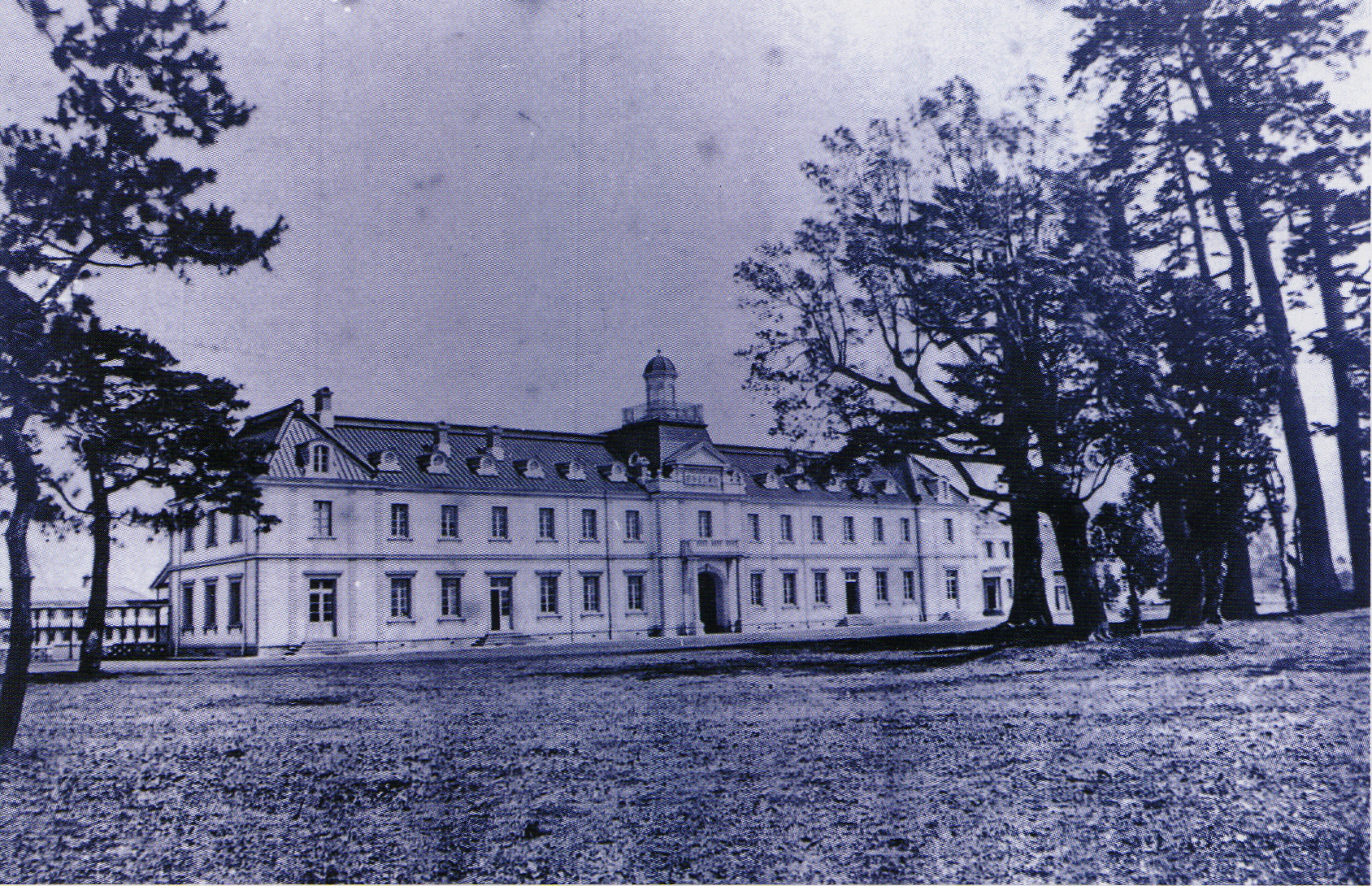
Academia Militar de Ichigaya (市ヶ谷陸軍士官校), construida por la segunda misión militar francesa en Japón sobre los terrenos del actual Ministerio de Defensa de Japón (fotografía de 1874).

- Creación de la Toyama Gakko, la primera escuela para capacitar y educar a oficiales y suboficiales.
- Una escuela de tiro, utilizando rifles franceses.
- Un arsenal para la fabricación de armas y municiones, equipada con maquinaria francesa, que empleaba a 2.500 trabajadores.
- Baterías de artillería en los suburbios de Tokio.
- Una fábrica de pólvora.
- La Academia Militar para oficiales del Ejército en Ichigaya, inaugurada en 1875, en los terrenos del actual Ministerio de Defensa.

Entre 1874 y el final de su mandato, la misión estuvo a cargo de la construcción de las defensas costeras de Japón.
La misión tuvo lugar en un momento de una tensa situación interna en Japón, con la revuelta de Saigō Takamori durante la rebelión de Satsuma, y contribuyó significativamente a la modernización de las fuerzas imperiales antes del conflicto.
Algunos miembros de la misión también se esforzaron en aprender artes marciales japonesas: Villaret y Kiehl fueron miembros del dōjō de Sakakibara Kenkichi, un maestro de Jikishin Kage Ryu, una forma de esgrima (Kenjutsu), por lo que fueron unos de los primeros estudiantes occidentales de artes marciales japonesas.

## Hechos posteriores
Se llevó a cabo una Tercera misión militar francesa en Japón (1884-1889) con cinco hombres. Pero Japón se apoyó en Alemania para el asesoramiento militar entre 1886 y 1889.
Sin embargo, durante esta etapa Francia ganó considerable influencia en la Armada Imperial Japonesa a través del despacho del ingeniero Louis-Émile Bertin, que dirigió el diseño y la construcción de la primera armada moderna japonesa a gran escala a partir de 1886.

## Algunos otros miembros de la misión

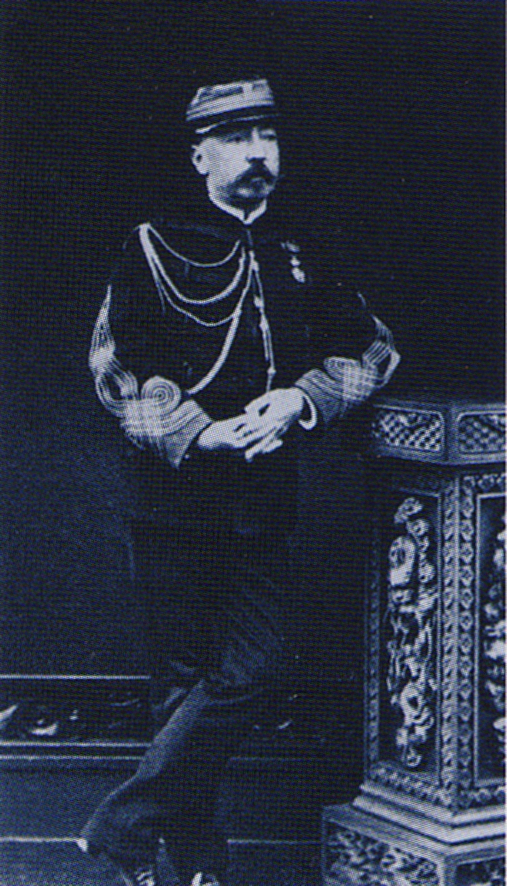
Coronel Munier, segundo comandante de la segunda misión militar francesa en Japón. Fotografía de 1874.

- Armand Pierre André Echemann (11 de abril de 1872 - 18 de enero de 1875). Capitán de Infantería (ejercicios militares, tiro, entrenamiento físico, y teoría).
- Joseph Auguste Cros (11 de abril de 1872 - 29 de febrero de 1876). Subteniente de Infantería (ejercicios militares, tiro, entrenamiento físico, y teoría).
- François Joseph Ducros (26 de mayo - 10 de abril de 1877). Sargento de Infantería (instrucción en entrenamiento físico).
- Alexandre Étienne Bouguin (29 de octubre de 1875 - 31 de diciembre de 1879). Teniente de Infantería (teoría de disparo).
- Joseph Kiehl (27 de septiembre de 1884 - 24 de julio de 1887). Maestro de armas y mariscal de logística (profesor de educación física y en manejo de la espada).
- Étienne de Villaret (29 de octubre de 1884 - 28 de octubre de 1887). Teniente (estrategia, teoría y técnica de tiro).
- Henri Berthaut (contratado el 29 de octubre de 1884). Teniente (administración de la misión, calendario de los cursos). Recontratado el 29 de octubre de 1886.
- Henri Lefèbvre (25 de septiembre de 1887 - 26 de enero de 1889). Capitán de Infantería (estrategia, disparos, y teoría del ejercicio físico).